# Fabral
A Fábrica Brasileira de Automóveis, ou simplesmente FABRAL, foi uma iniciativa empresarial portuguesa que tinha a intenção de manufaturar veículos fora de estrada em Palmas, Tocantins.
A empresa tinha a intenção o Santana Jalapao e o Santana Anibal, ambos baseados no modelo Santana PS10 da montadora espanhola Santana Motor, inspirados na Land Rover Defender.
Apesar das promessas de iniciar a fabricação do Santana Jalapao e do Santana Anibal em 2003, o projeto jamais saiu se concretizou.